# Test dla wariancji
Test dla wariancji – test statystyczny służący do weryfikacji hipotez statystycznych dotyczących wartości wariancji w populacji generalnej lub też do porównania wartości wariancji w dwóch lub kilku populacjach – na podstawie znajomości wartości badanej cechy w losowej próbie (lub w kilku próbach).
Rozstrzygnięcie pytań dotyczących wariancji jest ważne m.in. dlatego, że wiele testów służących do porównania wartości średnich w dwóch lub kilku populacjach wymaga przyjęcia założenia o równości wariancji w tych populacjach (tak zwane założenie o jednorodności wariancji). Ponadto wariancja może być miernikiem dokładności w procesie pomiarowym lub produkcyjnym (zbyt duża wariancja wyników pomiaru może na przykład świadczyć o uszkodzeniu lub rozregulowaniu aparatury lub urządzeń).

## Struktura i podział testów
Hipotezy dotyczące wariancji testuje się zgodnie z ogólnymi zasadami testowania hipotez statystycznych: formułujemy hipotezy, zakładamy poziom istotności {\displaystyle \alpha } – dopuszczalną wartość błędu pierwszego rodzaju (tj. prawdopodobieństwo odrzucenia prawdziwej hipotezy zerowej) i na podstawie danych z próby wyznaczamy wartość statystyki testowej, po czym porównujemy ją z wartościami krytycznymi odczytanymi z tablic odpowiedniego rozkładu teoretycznego. Przy konstrukcji wszystkich omawianych niżej testów przyjmowane jest założenie, że badane cechy mają w populacjach generalnych rozkład normalny.
- Postać stosowanej statystyki testowej zależy od kilku czynników:
  - czy badamy hipotezę dotyczącą jednej, dwóch czy wielu wariancji?
  - czy porównujemy próby niezależne, czy zależne (skorelowane, powiązane)?
  - jaka jest liczebność próby (prób)?. Przyjmuje się na ogół (dość arbitralnie), że próba jest duża, gdy jej liczebność przekracza 30 obserwacji {\displaystyle (n>30)} (można wtedy zakładać, że statystyki mają rozkład normalny – patrz centralne twierdzenie graniczne). W przypadku przeciwnym – mamy do czynienia z próbami małymi.

Poniżej przedstawiono w skrócie kilka testów najczęściej stosowanych w poszczególnych sytuacjach.

## Testy dla jednej wariancji
Porównujemy wariancję w populacji z „wzorcową” wartością {\displaystyle \sigma _{0}^{2}.}
Hipotezy mają postać:
- {\displaystyle H_{0}\colon \sigma ^{2}=\sigma _{0}^{2},}
- {\displaystyle H_{1}\colon } postać hipotezy alternatywnej zależy od sformułowania zagadnienia:

|  |  | {\displaystyle \sigma ^{2}>\sigma _{0}^{2}} |  | (1) |

albo
|  |  | {\displaystyle \sigma ^{2}<\sigma _{0}^{2}} |  | (2) |

albo też
|  |  | {\displaystyle \sigma ^{2}\not =\sigma _{0}^{2}.} |  | (3) |

Postać statystyki i dalszy przebieg testu zależy od rozmiaru próby.

### Próby małe
Wyznaczamy wartość statystyki
{\displaystyle \chi ^{2}={\frac {n\cdot s^{2}}{\sigma _{0}^{2}}},}
gdzie:
{\displaystyle s^{2}} jest wariancją z próby,
{\displaystyle n} jest liczebnością próby.
Statystyka ta ma przy założeniu prawdziwości hipotezy zerowej rozkład chi-kwadrat z {\displaystyle n-1} stopniami swobody. Wartość krytyczną {\displaystyle \chi _{kryt}^{2}} odczytujemy z tablic rozkładu chi-kwadrat dla {\displaystyle \nu =n-1} stopni swobody oraz:
- dla poziomu istotności {\displaystyle \alpha } gdy hipoteza alternatywna {\displaystyle H_{1}} ma postać (1),
- dla poziomu istotności {\displaystyle 1-\alpha } gdy hipoteza alternatywna {\displaystyle H_{1}} ma postać (2),
- gdy hipoteza alternatywna {\displaystyle H_{1}} ma postać (3) odczytujemy dwie wartości krytyczne:
  - {\displaystyle \chi _{kryt1}^{2}} dla poziomu istotności {\displaystyle 1-{\frac {\alpha }{2}}} oraz
  - {\displaystyle \chi _{kryt2}^{2}} dla poziomu istotności {\displaystyle {\frac {\alpha }{2}}.}

Obszar krytyczny:
- w przypadku (1) obszar krytyczny jest prawostronny, czyli {\displaystyle Q=\{\chi ^{2}:\chi ^{2}>\chi _{kryt}^{2}\},}
- w przypadku (2) obszar krytyczny jest lewostronny, czyli {\displaystyle Q=\{\chi ^{2}:\chi ^{2}<\chi _{kryt}^{2}\},}
- w przypadku (3) obszar krytyczny jest obustronny, tzn. {\displaystyle Q=\{\chi ^{2}:\chi ^{2}<\chi _{kryt1}^{2}\lor \chi ^{2}>\chi _{kryt2}^{2}\}.}

Jeżeli wyznaczona wartość statystyki {\displaystyle \chi ^{2}} nie należy do obszaru krytycznego {\displaystyle Q,} to nie ma podstaw do odrzucenia hipotezy zerowej.
Jeżeli wyznaczona wartość statystyki {\displaystyle \chi ^{2}} należy do obszaru krytycznego {\displaystyle Q,} to hipotezę zerową odrzucamy na korzyść hipotezy alternatywnej.

### Próby duże
Dla liczebności próby {\displaystyle n>30} możemy przekształcić wyznaczoną w poprzednim punkcie statystykę chi-kwadrat w statystykę {\displaystyle Z} o rozkładzie normalnym obliczając:
{\displaystyle Z={\sqrt {2\chi ^{2}}}-{\sqrt {2\nu -1}}.}
Nie oznacza to, że nie można stosować nadal statystyk dla małych prób. Są one nadal dokładniejsze, wymagają jednak komputerowego obliczania rozkładu, gdyż tablice na ogół nie sięgają tak daleko.
W powyższym wzorze {\displaystyle \chi ^{2}} oraz {\displaystyle \nu =n-1} oznaczają statystykę chi-kwadrat i jej liczbę stopni swobody wyznaczone tak, jak w poprzednim paragrafie (dla prób małych).
Wartości krytyczne znajdujemy z tablic dystrybuanty rozkładu normalnego. Jeżeli {\displaystyle F_{n}(z)} jest dystrybuantą standardowego rozkładu normalnego, a {\displaystyle F_{n}^{-1}(\alpha )} – funkcją odwrotną do dystrybuanty, natomiast {\displaystyle \alpha } – założonym poziomem istotności – to odczytujemy:
- dla przypadku (1)

{\displaystyle Z_{kryt}=F_{n}^{-1}(1-\alpha ),}
- w przypadku (2)

{\displaystyle Z_{kryt}=F_{n}^{-1}\left({\frac {\alpha }{2}}\right)=-F_{n}^{-1}(1-\alpha ),}
- w przypadku (3) mamy 2 wartości graniczne:

{\displaystyle Z_{kryt1}=F_{n}^{-1}\left(1-{\frac {\alpha }{2}}\right)}
oraz
{\displaystyle Z_{kryt2}=-Z_{kryt1}.}
Dalszy przebieg testu i wnioski – jak poprzednio.

## Testy dla dwóch wariancji
Mamy tu do czynienia z dwiema próbami o liczebnościach {\displaystyle n_{1}} i {\displaystyle n_{2},} znamy też „wariancje z próby” (estymatory wariancji) {\displaystyle s_{1}^{2}} i {\displaystyle s_{2}^{2}} – testujemy hipotezę, że próby te pochodzą z populacji o jednakowych wariancjach. Postać hipotez:
- {\displaystyle H_{0}\colon \sigma _{1}^{2}=\sigma _{2}^{2},}
- {\displaystyle H_{1}\colon } postać hipotezy alternatywnej zależy od sformułowania zagadnienia:

|  |  | {\displaystyle \sigma _{1}^{2}>\sigma _{2}^{2}} |  | (4) |

albo
|  |  | {\displaystyle \sigma _{1}^{2}<\sigma _{2}^{2}} |  | (5) |

albo też
|  |  | {\displaystyle \sigma _{1}^{2}\not =\sigma _{2}^{2}.} |  | (6) |

### Testy dla dwóch prób niezależnych

#### Próby małe
W tym przypadku można wykorzystać kilka testów:

##### TestF(Fishera)
Niech {\displaystyle X_{1},\dots ,X_{n}} i {\displaystyle Y_{1},\dots ,Y_{m}} będą próbami statystycznymi z rozkładu normalnego (test nie jest odporny na naruszenia tego założenia), ze średnimi próbkowymi odpowiednio:
{\displaystyle {\overline {X}}={\frac {1}{n}}\sum _{i=1}^{n}X_{i}\ {\text{ i }}{\overline {Y}}={\frac {1}{m}}\sum _{i=1}^{m}Y_{i}.}
Niech
{\displaystyle S_{X}^{2}={\frac {1}{n-1}}\sum _{i=1}^{n}\left(X_{i}-{\overline {X}}\right)^{2}\ {\text{ i }}S_{Y}^{2}={\frac {1}{m-1}}\sum _{i=1}^{m}\left(Y_{i}-{\overline {Y}}\right)^{2}}
będą wariancjami próbkowymi. Wtedy test statystyczny
{\displaystyle F={\frac {S_{X}^{2}}{S_{Y}^{2}}}}
ma rozkład F Snedecora z {\displaystyle \nu _{1}=n-1,\nu _{2}=m-1} stopniami swobody jeśli hipoteza zerowa o równości wariancji jest prawdziwa. Z tablic tego rozkładu, dla testu prawostronnego, odczytuje się wartość krytyczną:
{\displaystyle F_{kryt1}=F(1-\alpha ,\nu _{1},\nu _{2}).}
Jeżeli stosuje się test lewostronny, to najprościej jest zamienić miejscami próby 1 i 2.
W przypadku testu obustronnego wyznacza się
{\displaystyle F_{kryt1}=F\left({\frac {\alpha }{2}},\nu _{1},\nu _{2}\right)}
oraz drugą wartość graniczną ze wzoru:
{\displaystyle F_{kryt2}={\frac {1}{F_{kryt1}}}.}

##### Test t-Studenta
(dwie małe próby o równych liczebnościach)
Stosujemy statystykę
{\displaystyle t={\frac {s_{1}^{2}-s_{2}^{2}}{2{\sqrt {s_{1}^{2}\cdot {s_{2}^{2}}}}}}\cdot {\sqrt {n-1}}}
({\displaystyle n} jest tutaj wspólną liczebnością obu prób).
Statystyka ta ma rozkład Studenta o {\displaystyle \nu =n-1} stopniach swobody.
Test t-Studenta stosujemy w przypadku, gdy próby pochodzą z populacji o rozkładzie normalnym i gdy nie znamy wariancji.

##### Test Linka
Gdy znane są jedynie rozstępy {\displaystyle R_{1}} i {\displaystyle R_{2}} obu prób, wtedy wyznaczamy statystykę
{\displaystyle F^{*}={\frac {R_{1}}{R_{2}}},}
przy czym w liczniku powinna być większa wartość (hipoteza {\displaystyle H_{1}} ma postać (4)). Statystykę tę porównujemy z wartością krytyczną odczytaną ze specjalnych tablic dla testu Linka – patrz np. (Zieliński, 1972).

#### Próby duże
{\displaystyle (n_{1}>30,n_{2}>30)}
W tym przypadku można wykorzystać statystykę z o rozkładzie normalnym:
{\displaystyle z={\frac {s_{1}^{2}-s_{2}^{2}}{\sqrt {{\frac {s_{1}^{2}}{2n_{1}}}+{\frac {s_{2}^{2}}{2n_{2}}}}}}}
i porównać jej wartość z wartościami granicznymi wyznaczonymi z tablicy standaryzowanego rozkładu normalnego w dokładnie taki sam sposób, jak opisano to dla testu dla jednej wariancji i dużej próby.
Tak jak poprzednio, nie oznacza to, że nie można stosować nadal statystyk dla małych prób. Są one nadal dokładniejsze, wymagają jednak komputerowego obliczania rozkładu, gdyż tablice na ogół nie sięgają tak daleko.

### Testy dla dwóch prób zależnych
Przypadek taki zachodzi np. gdy badamy ten sam zbiór obiektów w dwóch różnych sytuacjach (w różnych warunkach) – wtedy na ogół liczebności prób są jednakowe {\displaystyle (n_{1}=n_{2}=n).}

#### Test Morgana dla prób małych
Wyznaczamy statystykę o rozkładzie t-Studenta:
{\displaystyle t={\frac {s_{1}^{2}-s_{2}^{2}}{2{\sqrt {{s_{1}^{2}}\cdot {s_{2}^{2}}\cdot (1-r^{2})}}}}{\cdot {\sqrt {n-2}}},}
gdzie {\displaystyle n} jest wspólną liczebnością prób, a {\displaystyle r} – współczynnikiem korelacji Pearsona, który jest miarą korelacji pomiędzy wynikami w próbie 1 i próbie 2. Tę wartość statystyki t porównujemy z wartością krytyczną (lub 2 wartościami krytycznymi) odczytanymi z tablic rozkładu t-Studenta dla {\displaystyle v=n-2} stopni swobody.

#### Test Morgana dla prób dużych
Test przebiega podobnie, z tą różnicą, że wartości graniczne można odczytać z tablicy rozkładu normalnego (bo dla dużych wartości stopni swobody rozkład t-Studenta zmierza asymptotycznie do rozkładu normalnego).

## Testy dla wielu wariancji
Mamy k prób. Hipotezy mają postać:
{\displaystyle H_{0}\colon \sigma _{1}^{2}=\sigma _{2}^{2}=\dots =\sigma _{k}^{2}}
{\displaystyle H_{1}\colon } „nie {\displaystyle H_{0}}” (nie wszystkie wariancje są równe)

### Próby niezależne

#### Test Bartletta
Gdy liczebności prób są różne – stosujemy test Bartletta, oparty na statystyce chi-kwadrat:
{\displaystyle \chi ^{2}={\frac {\nu \cdot \ln {\overline {s}}^{2}-\sum _{j=1}^{k}(\nu _{j}\cdot \ln s_{j}^{2})}{c}},}
przy czym we wzorze tym:
{\displaystyle n_{i}} są liczebnościami poszczególnych prób,
{\displaystyle s_{i}^{2}} – wariancjami z próby,
{\displaystyle \nu _{i}=n_{i}-1,}
{\displaystyle \nu =\sum _{i=1}^{k}n_{i}-k,}
{\displaystyle {\overline {s}}^{2}={\frac {\sum _{i=1}^{k}(n_{i}-1)s_{i}^{2}}{n-k}},}
{\displaystyle c=1+{\frac {1}{3(k-1)}}\cdot \left({\sum _{i=1}^{k}{\frac {1}{\nu _{i}}}-{\frac {1}{\nu }}}\right).}
Obliczona wartość {\displaystyle \chi ^{2}} jest porównywana z wartością krytyczną wyznaczoną z tablic rozkładu chi-kwadrat dla {\displaystyle k-1} stopni swobody. Obszar krytyczny jest zawsze prawostronny (zbyt duże wartości statystyki świadczą o niejednorodności wariancji).
Aby można było stosować test Bartletta – musi być spełnione założenie, że liczebności prób nie są skrajnie małe, tzn. że {\displaystyle n_{i}\geqslant 5} dla każdego {\displaystyle i=1,2,\dots ,k.}
Gdy mamy k prób równolicznych, każda o liczebności n – możemy stosować też inne testy (prostsze rachunkowo):

#### Test Hartleya
Mamy {\displaystyle k} prób o jednakowej liczebności {\displaystyle (n_{1}=\dots =n_{k}=n).} Obliczamy wartość statystyki {\displaystyle F_{h}} zgodnie ze wzorem:
{\displaystyle F_{h}={\frac {s_{max}^{2}}{s_{min}^{2}}},}
gdzie:
- {\displaystyle s_{i}^{2}} – estymatory wariancji dla każdej z prób {\displaystyle (i=1,2,\dots ,k),}
- {\displaystyle s_{max}^{2}=\max(s_{1}^{2},\dots ,s_{k}^{2})} jest największą spośród wariancji {\displaystyle s_{i}^{2},}
- {\displaystyle s_{min}^{2}=\min(s_{1}^{2},\dots ,s_{k}^{2})} jest najmniejszą spośród wariancji {\displaystyle s_{i}^{2}.}

Wartość statystyki {\displaystyle F_{h}} musi być porównywana z wartościami krytycznymi odczytywanymi z tablic specjalnie skonstruowanych dla tego testu (p. Zieliński 1972). Test Hartleya ma zawsze prawostronny obszar krytyczny.

#### Test Cadwella
Jest to test do badania hipotezy o jednorodności wariancji dla k prób niezależnych i równolicznych (o liczebności n każda). Test ten jest oparty na wartości rozstępów, wyznaczamy mianowicie wartość statystyki:
{\displaystyle C^{*}={\frac {R_{max}}{R_{min}}}}
(stosunek największego do najmniejszego rozstępu w badanych próbach) i porównujemy tę wartość z wartością krytyczną odczytaną z tablic specjalnie dostosowanych do tego testu, która zależy od poziomu istotności {\displaystyle \alpha ,} liczby prób k i ich liczebności n.
Test ten, tak jak poprzednie, jest zawsze prawostronny.

### Próby zależne

#### Test Patnaika
Mamy {\displaystyle k} prób zależnych o liczebności {\displaystyle n} każda. Liczebności powinny spełniać warunek {\displaystyle n\cdot {k}>10.} Test oparty jest na wartościach rozstępów poszczególnych prób. Wyznaczamy dwie wartości:
- średni rozstęp

{\displaystyle {\overline {R}}={\frac {1}{k}}\sum _{i=1}^{k}R_{i}}
oraz
- „rozstęp rozstępów”

{\displaystyle R_{R}=R_{max}-R_{min},}
po czym porównujemy wartość stosunku {\displaystyle q_{s}={\frac {cR_{R}}{\overline {R}}}} z odpowiednią wartością krytyczną {\displaystyle q_{kryt}.} Zarówno ta wartość krytyczna, jak i stała {\displaystyle c} musi być odczytana z tablic specjalnie przygotowanych dla tego testu. Obszar krytyczny testu jest prawostronny, tj. gdy {\displaystyle q_{s}>q_{kryt}} – wnioskujemy, że wariancje w porównywanych populacjach nie są jednorodne. W takim przypadku – można stosować ten test sekwencyjnie (w kolejnych podgrupach).